# Wang Huifeng
Wang Huifeng (chinesisch 王会凤, Pinyin Wáng Huìfèng; * 24. Januar 1968 in Tianjin) ist eine ehemalige chinesische Florettfechterin.

## Karriere
Wang Huifeng gewann mit der Mannschaft mehrere Medaillen bei internationalen Turnieren. Bei den Weltmeisterschaften 1990 in Lyon erreichte sie mit ihr den dritten Platz, bei Asienspielen gewann sie 1990 in Peking und 1994 in Hiroshima jeweils die Goldmedaille. 1998 wurde sie mit der Mannschaft in Bangkok Zweite. Zweimal nahm Wang an Olympischen Spielen teil: 1992 in Barcelona erreichte sie im Einzel das Finale, in dem sie Giovanna Trillini unterlag und damit die Silbermedaille gewann. Mit der Mannschaft belegte sie Rang sechs. Bei den Olympischen Spielen 1996 in Atlanta erreichte sie im Einzel den 29. Platz. Die Mannschaftskonkurrenz schloss sie auf dem siebten Platz ab.